# Crumomyia nitida
Crumomyia nitida är en tvåvingeart som först beskrevs av Johann Wilhelm Meigen 1830.  Crumomyia nitida ingår i släktet Crumomyia och familjen hoppflugor. Arten är reproducerande i Sverige. Inga underarter finns listade i Catalogue of Life.

## Bildgalleri

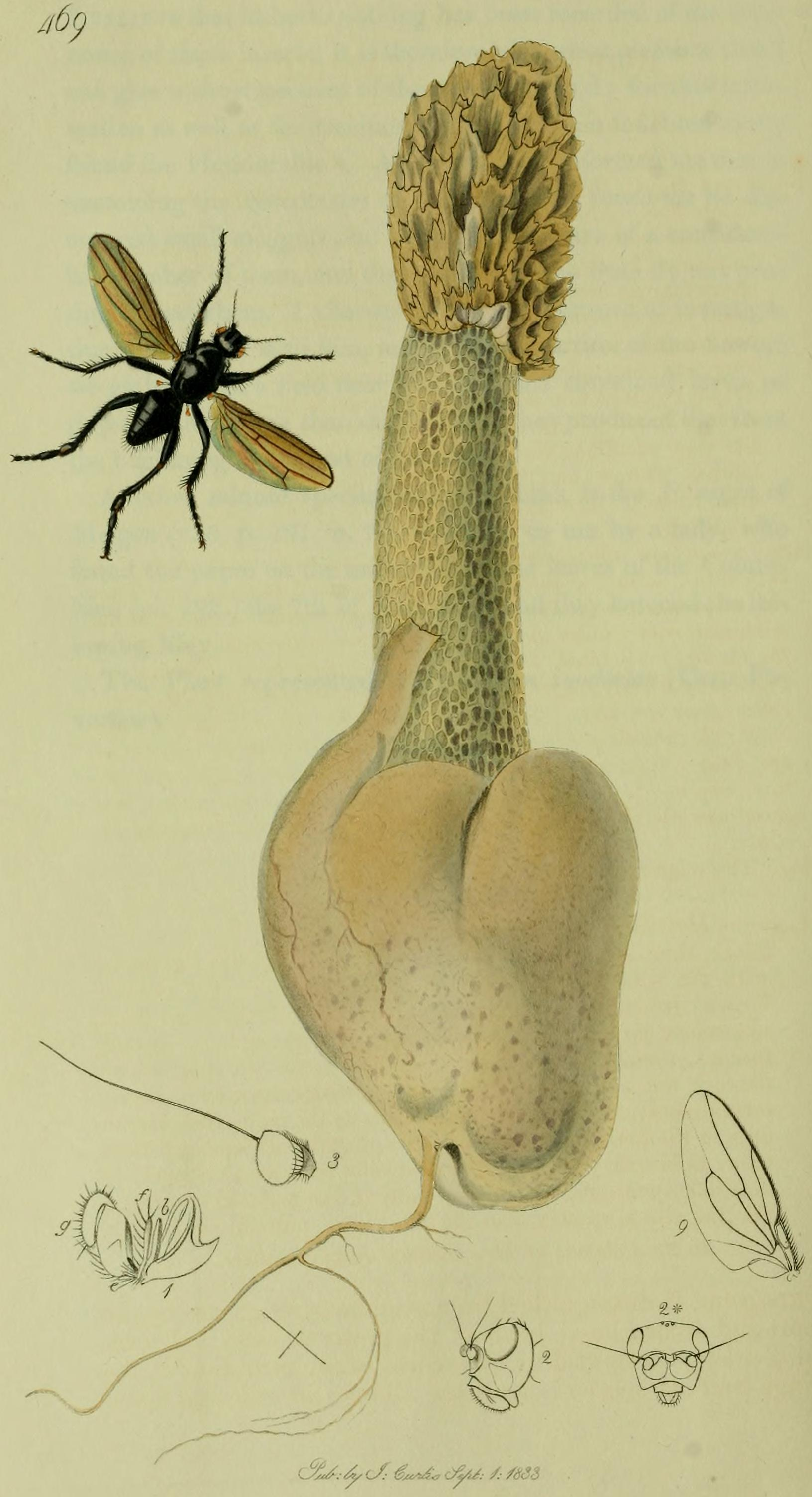
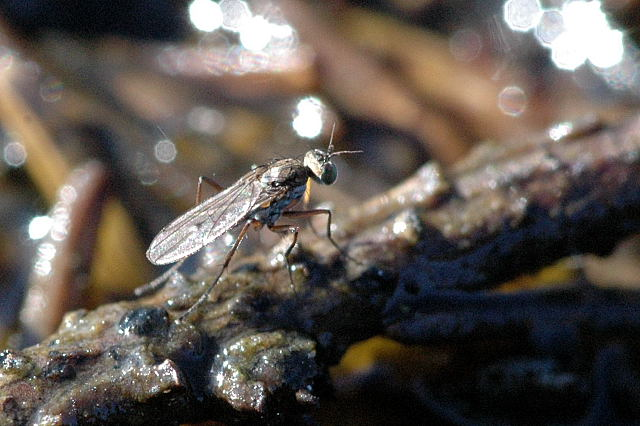
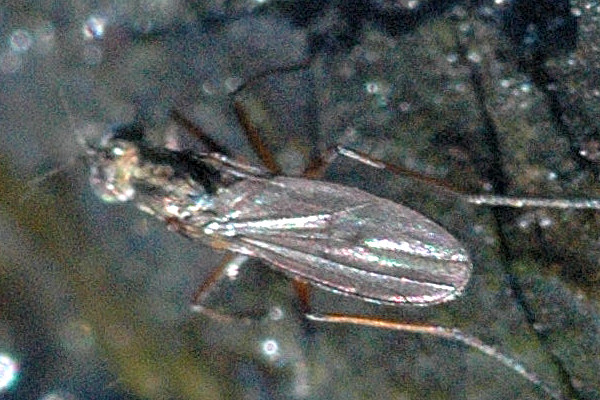